# Освіта в Албанії
В Албанії відсоток грамотних людей, від 9 років і старше, становить близько 99%. Загальна початкова освіта є обов'язковою (1-9 класи), але більшість учнів продовжують середню освіту. Учні повинні скласти випускні іспити в кінці 9-го і 12-х класів, щоб продовжити свою освіту.
Більшість шкіл є державними і фінансуються урядом, але останнім часом були відкриті кілька приватних шкіл різних рівнів. На даний момент в країні налічується близько 5000 шкіл. Навчальний рік ділиться на два семестри. Навчальний тиждень починається в понеділок і закінчується в п'ятницю. Залежно від академічного рівня, навчальний рік зазвичай починається в середині вересня або в жовтні і закінчується на початку червня або в липні. Існує зимова перерва, яка триває близько двох тижнів.
- Дошкільна освіта (çerdhe або kopësht): 1-4 роки
- Загальна початкова освіта (9-vjeçare): 9 років (8 років до 2008 року)
- Середня освіта:
  - Звичайна (e mes або gjimnaz): 3 роки
  - Професійна або технічна (teknike): 2-5 років
- Вища освіта:
  - Бакалаврат та Магістратура (3 роки і 1.5-2 року відповідно)
  - Фундаментальна наукова, професійна освіта (doktoratë): 3 роки